# Književnost za mlade
Beletristika za mlade je kategorija fikcije napisana za čitaoce uzrasta od 12 do 18 godina. Iako je žanr namenjen adolescentima, približno polovina čitalaca su odrasli.
Predmet i žanrovi su u korelaciji sa uzrastom i iskustvom glavnog junaka. Žanrovi dostupni u beletristici za mlade su ekspanzivni i obuhvataju većinu onih koji se nalaze u beletristici za odrasle. Uobičajene teme povezane sa ovom kategorijom beletristike uključuju prijateljstvo, prvu ljubav, veze i identitet. Priče koje se fokusiraju na specifične izazove mladih ponekad se nazivaju problemskim romanima ili romanima odrastanja.
Beletristika za mlade je razvijena radi ublažavanja prelaza između dečjih romana i književnosti za odrasle.

## Istorija

### Počeci
Istorija književnosti za mlade odrasle osobe vezana je za istoriju percepcije detinjstva i mladosti. Jedna od ranih spisateljica koja je mlade odrasle prepoznala kao posebnu grupu bila je Sara Trimer, koja je 1802. godine opisala „mlado odraslo doba“ koja traje od 14. do 21. godine. U svom časopisu za dečju književnost, The Guardian of Education, Trimer je uvela pojmove „Knjige za decu“ (za mlađe od četrnaest godina) i „Knjige za mlade“ (za one između četrnaest i dvadeset i jednu godinu), uspostavljajući referentnu tačku književnosti za mlade odrasle koja i dalje ostaje u upotrebi. Autori devetnaestog i ranog dvadesetog veka su predstavili niz dela koja su ostavila pozitivne utiske na mlade čitaoce, mada nisu nužno napisana za njih. Među takvim autorima su Luis Kerol, Robert Luis Stivenson, Mark Tven, Fransis Hodgson Bernet, Edit Nesbit, Džejms Metju Bari, L. Frenk Baum, Astrid Lindgren, Inid Blajton, K. S. Luis.

### 20. vek
Savremena klasifikacija beletristike za odrasle nastala je tokom 1960-ih, nakon objavljivanja knjige S. E. Hinstona Stranci (1967). Roman sadrži istinitiju, tamniju stranu adolescentnog života koja nije bila često zastupljena u beletrističkim delima tog vremena, i prvi je roman objavljen posebno za mlade, kao što je i Hintonova bila ga je napisala. To delo je napisano tokom njenog srednješkolskog perioda i objavljeno kada je Hintonova imala samo 16 godina. Strancima je nedostajao nostalgični ton uobičajen u knjigama o adolescentima koje su pisali odrasli. To delo ostaje jedan od najprodavanijih romana za mlade svih vremena.
Šezdesete godne 20. veka su postale doba "kada je generacija 'ispod 30' postala predmetom popularne zabrinutosti, i istraživanja o adolescenciji počela su da se pojavljuju. Bila je to i decenija za koju bi se moglo reći da je književnost za adolescente „stala na svoje noge”. Ovim je uvećana učestalost diskusija o adolescentnim iskustvima i novoj ideji adolescentskih autora. Krajem 1960-ih i početkom 1970-ih objavljeno je ono što je postalo poznato kao „fab pet“: Ja znam zašto ptica u kavezu peva (1969), autobiografija iz ranih godina američke pesnikinje Maje Andželou; Prijatelji (1973) Roze Gaj; poluautobiografsko Stakleno zvono (SAD 1963, pod pseudonimom; UK 1967) pesnikinje Silvije Plat; Blagoslovi zveri i decu (1970) Glendona Svortauta; i Mrtva straža (1972) Roba Vajta, delo koje je nagrađeno Edgarovom nagradom za najbolju maloletničku misteriju od strane organizacije Američkih pisaca misterije iz 1973. godine. Dela Andželou, Gaja i Plata nisu bila napisana za mlade čitaoce.
Osamdesetih godina 20. veka, literatura za mlade započela je sa ekspanzijom u pogledu tema koja se smatrane prikladnom za to publiku. Knjige koje se bave temama poput silovanja, samoubistva, roditeljske smrti i ubistva, a koje su ranije smatrane tabuom, videle su značajne kritike i komercijalni uspeh. Druga strana ovog trenda bilo je snažno oživljeno interesovanje za ljubavni roman, uključujući romansu za mlade odrasle. Sa porastom broja tinejdžera, žanr je „sazrevao, cvetao i osamostalio se, sa bolje napisanim, ozbiljnijim i raznovrsnijim knjigama za mlade odrasle (od onih) objavljenim tokom poslednje dve decenije“.
Prvi roman u Dž. K. Roulingove serije o Hariju Poteru sa sedam knjiga, Hari Poter i Kamen mudrosti, objavljen je 1997. Serija je hvaljena zbog svoje složenosti i zrelosti, i privukla je široku odraslu publiku. Iako tehnički nije beletristika za mlade, uspeh ovog romana je mnoge naveo da smatraju Hari Potera i njegovog autora J.K. Roulingovu, zaslužnim za oživljavanje književnosti za mlade, i ponovno uspostavljene istaknute uloge spekulativne fantastike u tom polju, trend koji je dodatno učvrstila trilogija Igara gladi Suzane Kolins. Na kraju decenije pojavile su se brojne nagrade poput Majkla L. Princove i Aleksove nagrade, dizajniranih da prepoznaju izvrsnost u pisanju za mladu odraslu publiku.

### 21. vek
Od 2017. godine, pitanja koja se odnose na raznovrsnost i senzitivnost u beletristici za mlade odrasle osobe na engleskom jeziku postaju sve spornija. Ljubitelji često kritikuju autore - uključujući i one koji i sami pripadaju manjinama - zbog „prisvajanja“ ili pogrešnog prikazivanja iskustava manjinskih grupa ili grupa u nepovoljnom položaju. Izdavači su povukli iz pripreme nekoliko planiranih romana za mlade odrasle nakon što su se po tim osnovama suočili sa čitaocima na vebsajtovima kao što je Gudrids. Autori su prijavili uznemiravanje, zahteve za prestankom pisanja i pretnje smrću preko društvenih mreža. Da bi izbegli konfrontacije sa čitaocima, izdavači sve češće, iako sa mešovitim uspehom, zapošljavaju „senzitivnosne čitaoce“ na pregledanju tekstova s ciljem identifikacije materijala koji bi mogao da bude poprimljen kao uvredljiv.

## Literatura
- Randall, Rachel, ур. (2014), 2015 Novel and Short Story Writer's Market, Cincinnati: Writer's Digest Books, ISBN 978-1-59963-841-6
- Backes, Laura Backes. „The Difference Between Middle School and Young Adult”. Children's Book Insider. Архивирано из оригинала 6. 1. 2002. г.
- Column, Guest (2014-08-07). „The Key Differences Between Middle Grade vs Young Adult”. Writer's Digest (на језику: енглески). Приступљено 2019-06-16.
- Hays, Alice (2016-07-08). „Using Young Adult (YA) Literature in a Classroom: How Does YA Literature Impact Writing Literacies”. Study and Scrutiny: Research on Young Adult Literature (на језику: енглески). 2 (1): 53—86. ISSN 2376-5275. doi:10.15763/issn.2376-5275.2016.2.1.53-86 .
- Ostenson, Jonathan; Wadham, Rachel (јесен 2012). „Young Adult Literature and the Common Core: A Surprisingly Good Fit”. American Secondary Education. Bowling Green. 41: 4—13.
- Scherff, Lisa; Groenke, Susan (април 2009). „Young Adult Literature in Today's Classroom”. English Leadership Quarterly. 31: 1—3.
- Lycke, Kara (лето 2014). „Building a Culture of Readers: YA Literature and the Canon”. SIGNAL Journal: 24—29.
- Ramdarshan Bold, Melanie (2018). „The Eight Percent Problem: Authors of Colour in the British Young Adult Market (2006–2016)”. Publishing Research Quarterly. 34 (3): 385—406. doi:10.1007/s12109-018-9600-5 .
- „Children's Books by and About People of Color”. ccbc.education.wisc.edu. Архивирано из оригинала 23. 08. 2020. г. Приступљено 2018-03-26.
- Ramdarshan Bold, Melanie (2018). „The Eight Percent Problem: Authors of Colour in the British Young Adult Market (2006–2016)”. Publishing Research Quarterly. 34 (3): 385—406. doi:10.1007/s12109-018-9600-5 .
- Martinez, Miriam; Koss, Melanie D.; Johnson, Nancy J. (2016). „Meeting Characters in Caldecotts: What Does This Mean for Today's Readers?”. The Reading Teacher. 70 (1): 19—28. ISSN 0034-0561. JSTOR 44001401. doi:10.1002/trtr.1464.
- „Social problem novel | literature”. Encyclopedia Britannica (на језику: енглески). Приступљено 2018-04-04.
- Gallo, Donald (1989). „Problem Novels”. Children's Literature Review. 142 — преко Gale.
- Cart, Michael (2016). „Young Adult Literature: The State of a Restless Art”. Youth Services. 5.
- Nichols, Kristen (2005). „Teen pregnancy in young adult literature”. Iowa State University Digital Repository.
- Sturm, Brian; Michel, Karin (зима 2008). „The Structure of Power in Young Adult Problem Novels”. Young Adult Library Services. 7. ProQuest 217702509.
- „Popular Problem Novels Books”. www.goodreads.com. Приступљено 2018-04-04.
- „Qualities of Young Adult Literature | Education.com”. www.education.com. Архивирано из оригинала 06. 07. 2017. г. Приступљено 2018-04-01.
- Wells, April (2003). „Themes Found in Young Adult Literature: A comparative study between 1980 and 2000” (PDF).
- Risku, Johanna. „"We Are All Adolescents Now" The Problematics of Categorizing Young Adult Fiction as a Genre” (PDF).[мртва веза]
- „Explore the Themes and Genres of Young Adult Books”. blog.whsmith.co.uk. Приступљено 2018-04-01.[мртва веза]
- „YA Genre-Blending | Focus On | School Library Journal”. www.slj.com (на језику: енглески). Приступљено 2018-04-01.
- Wetta, Molly. „What is New Adult Fiction, Anyway? | NoveList | EBSCOhost”. www.ebscohost.com. Приступљено 2018-03-25.
- What Is New Adult Fiction?, by Gillian Engberg | Booklist Online.
- Naughton, Julie (2014). „New Adult: A Book Category For Twentysomethings by Twentysomethings”. PublishersWeekly.com (на језику: енглески). Приступљено 2018-03-25.
- Sarner, Lauren (2013-08-14). „The Problem With New Adult Books”. Huffington Post (на језику: енглески). Приступљено 2018-03-25.

## Spoljašnje veze
- Архивирано 3 април 2012 на сајту .
- Charles, Ron (3. 1. 2018). „'We need diverse books,' they said. And now a group's dream is coming to fruition.”. Washington Post. Приступљено 4. 11. 2018.